# Eugenia pisiformis
Eugenia pisiformis är en myrtenväxtart som beskrevs av Jacques Cambessèdes. Eugenia pisiformis ingår i släktet Eugenia och familjen myrtenväxter. IUCN kategoriserar arten globalt som sårbar. Inga underarter finns listade i Catalogue of Life.